# ویلفرید کلاوس
ویلفرید کلاوس (آلمانی: Wilfried Klaus؛ زادهٔ ۸ ژوئیهٔ ۱۹۴۱) بازیگر اهل آلمان است.
از فیلم‌ها یا مجموعه‌های تلویزیونی که وی در آن‌ها نقش داشته‌است، می‌توان به درک و زندگی عجیب و غریب بارون فریدریش فون در ترنک اشاره نمود.